# Creu Monumental de Mas de Bondia
La Creu Monumental de Mas de Bondia és una obra del nucli del Mas de Bondia, al municipi de Montornès de Segarra (Segarra) inclosa a l'Inventari del Patrimoni Arquitectònic de Catalunya.

## Descripció
És una creu de factura senzilla sense cap pretensió escultòrica aparent, i que segueix bastant els paràmetres preestablerts pel que fa a l'aixecament de monuments cruciformes durant els segles xvi i xvii, graonada, sòcol, fust o pilar i la creu. Dos graons de ciment eleven el sòcol de la creu del nivell del terra, El sòcol és monolític i molt erosionat, de secció quadrangular. El seu fust, de secció quadrada i la creu que corona l'estructura no corresponen a la primitiva creu. Així doncs, hi ha un aprofitament d'estructures anteriors, al sòcol; i la graonada, fust i la creu s'incorporen amb posterioritat gràcies a la Santa Missió l'any 1950, com se'ns documenta en el sòcol, amb un treball incís.

## Història
Moltes creus van ser aixecades entre els segles XVI - XVII, i s'emmarcarien en el context de l'època medieval dins la pràctica habitual de bastir monuments cruciformes que remunta als primers anys del cristianisme. Era utilitzada per presidir la vida dels cristians i es podia trobar a les entrades de les seves poblacions com a senyal de protecció. Moltes creus van ser enderrocades per la Guerra Civil. En el seu lloc, se'n van aixecar de noves en el mateix indret amb motiu de la Santa Missió, aprofitant la seva part inferior o el fust de les primitives entre el període comprés entre el 1940 i 1955. Els pares Claretians del Cor de Maria van ser els encarregats del que entenem com a Santa Missió a l'actual comarca de la Segarra.
L'actual emplaçament de la creu no correspon a l'original, el qual quedava a pocs metres.